# Johann Christian Gottlob Baumgarten
Johann Christian Gottlob Baumgarten (7 kwietnia 1756 w Luckau, zm. 19 grudnia 1843 w Sighișoarze) – niemiecki botanik i mykolog.

## Życiorys
Jego ojciec był burmistrzem Luckau w Dolnych Łużycach. Johann po ukończeniu szkół w swojej rodzinnej miejscowości kontynuował naukę w Kolegium Medycznym i Chirurgicznym w Dreźnie, a w 1785 rozpoczął studia na Uniwersytecie w Lipsku. Tutaj zainteresował się botaniką. W 1790 obronił doktorat z filozofii, a rok później z medycyny. Przeniósł się do Siedmiogrodu, gdzie został lekarzem okręgowym w Leschkirch, a później w Sighișoarze (obecnie w Rumunii). Tutaj zaczął rozwijać swoje zainteresowania botaniczne pod protektoratem wykształconego hrabiego Johanna Hallera von Hallerstein z niedalekiego Weißkirch, który również był zapalonym botanikiem. Dzięki finansowej opiece hrabiego mógł w 1807 r. zrezygnować z kariery lekarskiej i poświęcić się całkowicie botanice. Podczas serii podróży po całym Siedmiogrodzie Baumgarten zebrał bogaty materiał botaniczny i sporządził zielnik, który był świetny jak na ten czas i okoliczności. Zielnik ten po jego śmierci odkupił od spadkobierców rząd.

## Praca naukowa
Największym jego osiągnięciem jest wydana w 1816 roku trzytomowa praca Enumeratio stirpium in magno principatu Transilvaniae praeprimis indigenarum. Opisał w niej 2252 gatunki flory Siedmiogrodu. Był to rejon wówczas praktycznie nieznany, a po publikacji Baumgartena niewiele innych regionów mogło się poszczycić tak dokładnie opracowaną florą. Baumgarten zredagował pierwsze 3 tomy, ostatni na podstawie jego notatek wydano dopiero 30 lat po jego śmierci. Zamieszczono w nim także indeks rzeczowy do wszystkich czterech tomów.
Opisał nowe gatunki roślin, mchów i porostów. W nazwach naukowych utworzonych przez niego taksonów dodawany jest skrót jego nazwiska Baumg.